# Église de la Nativité de la Vierge de Tysmenytsia
Pour les articles homonymes, voir Église de la Nativité.
L'église de la Nativité de la Vierge, en ukrainien Церква Різдва Пресвятої Богородиці (Тисмениця), est une église située au cœur de la ville de Tysmenytsia située en Ukraine. 
L'église, dédiée à la Nativité de la Vierge.
Elle fut construite par une bienfaitrice pour l'higoumène et devint paroissiale en 1744 après la suppression du monastère.

## En images

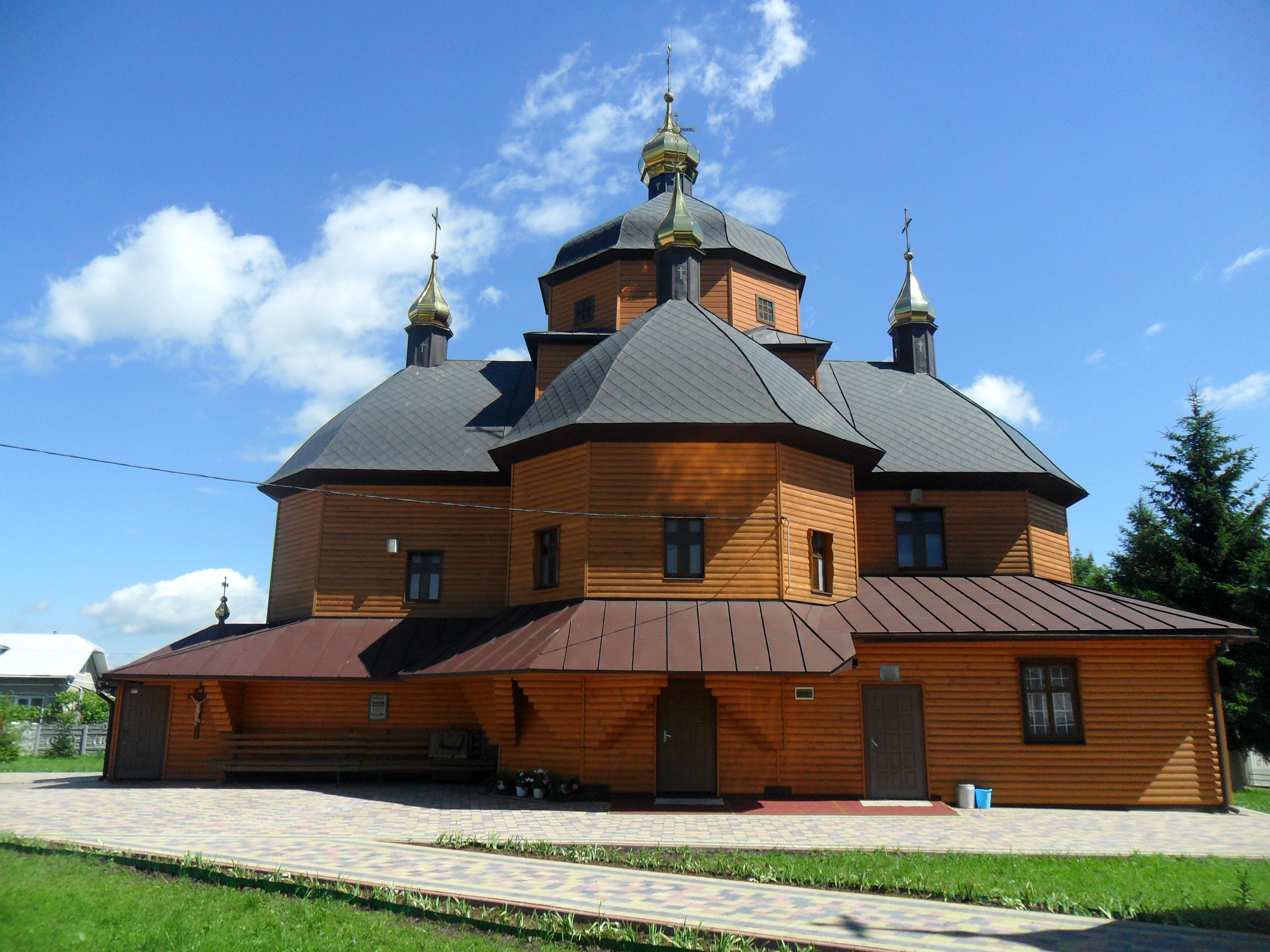
De face.
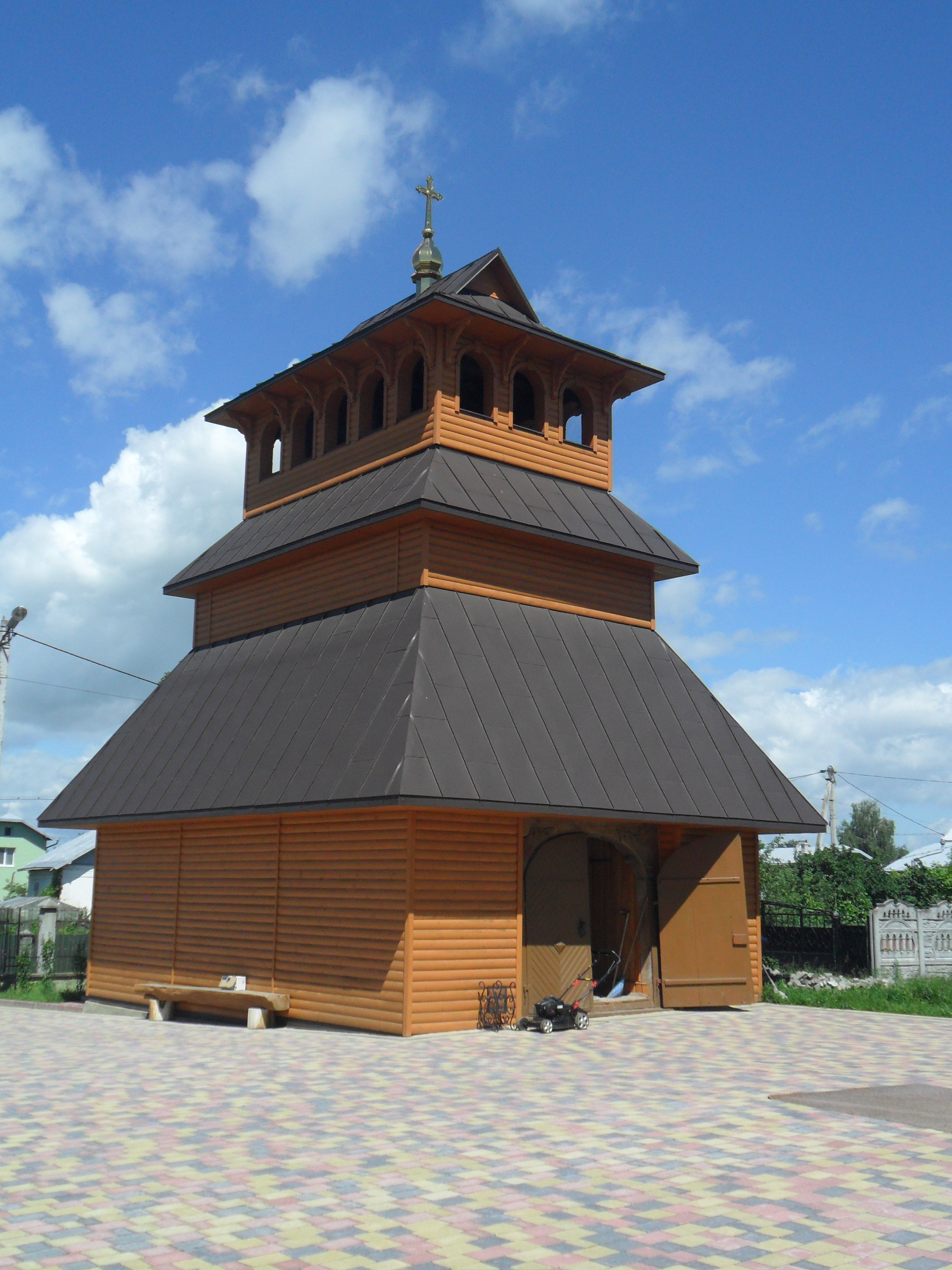
Son clocher classé